# 莱索泰勒
莱索泰勒（法語：Les Autels，法語發音：[le.z‿otɛl]）是法国上法蘭西大區埃纳省的一个市镇，属于拉昂区。

## 地理
莱索泰勒（49°45'49"N, 4°13'30"E）面积5.99 平方千米，位于法国上法蘭西大區埃纳省，该省份为法国北部内陆省份，北起北部省，西接索姆省和瓦兹省，东临阿登省和马恩省，西南至塞纳-马恩省，东北部与比利时接壤。
与莱索泰勒接壤的市镇（或旧市镇、城区）包括：布吕讷阿梅勒、雷西尼、布朗什福斯和拜。

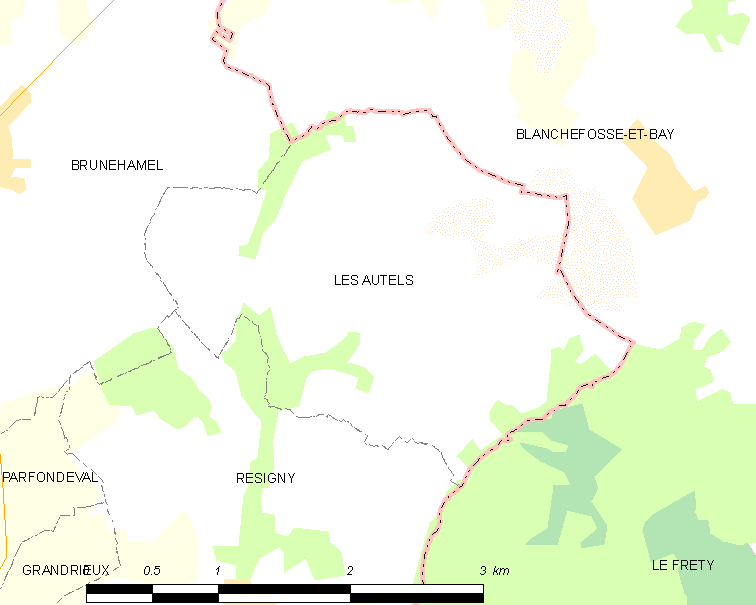
莱索泰勒的OSM定位图

莱索泰勒的时区为UTC+01:00、UTC+02:00（夏令时）。

## 行政
莱索泰勒的邮政编码为02360，INSEE市镇编码为02038。

## 政治
莱索泰勒所属的省级选区为韦尔万县。

## 人口

1962-2008年间莱索泰勒人口变化图示

莱索泰勒于2022年1月1日时的人口数量为63人。